# Eucalyptus Hills
Eucalyptus Hills es un área no incorporada ubicada del condado de San Diego en el estado estadounidense de California. La localidad se encuentra ubicada al norte de Santee y Lakeside y al oeste de la Ruta Estatal de California 67.